# Psilocerea rachicera
Psilocerea rachicera là một loài bướm đêm trong họ Geometridae.